# 21st Century Cures Act
Der 21st Century Cures Act ist ein US-amerikanisches Gesetz, das am 13. Dezember 2016 von Präsident Barack Obama unterzeichnet wurde. Das Gesetz hat das Ziel, die Entdeckung, Entwicklung und Bereitstellung von medizinischen Innovationen und Heilmitteln im 21. Jahrhundert zu beschleunigen. Es wurde verabschiedet, um den Zugang zu lebensrettenden Medikamenten und medizinischen Behandlungen zu verbessern und die Forschung und Entwicklung neuer Therapien zu fördern.

## Ziele und Bestimmungen
Der 21st Century Cures Act enthält eine Vielzahl von Bestimmungen, die darauf abzielen, die medizinische Forschung und Innovation zu beschleunigen sowie die Gesundheitsversorgung zu verbessern. Einige der Hauptziele und Bestimmungen des Gesetzes sind:

### Beschleunigung der Arzneimittelzulassung
Das Gesetz sieht Maßnahmen vor, um den Zulassungsprozess für neue Medikamente zu beschleunigen. Dies soll sicherstellen, dass lebensrettende Medikamente den Patienten schneller zugänglich gemacht werden können, insbesondere in Fällen, in denen es dringenden Bedarf gibt.

### Förderung der klinischen Forschung
Der Cures Act fördert die klinische Forschung und ermöglicht eine schnellere Durchführung klinischer Studien. Dies soll die Entwicklung neuer Therapien beschleunigen und die Verfügbarkeit von Behandlungsoptionen für Patienten verbessern.

### Förderung der Präzisionsmedizin
Das Gesetz unterstützt die Präzisionsmedizin, die auf individuelle genetische Merkmale von Patienten zugeschnittene Therapien ermöglicht. Dies soll eine personalisierte Behandlung ermöglichen und die Wirksamkeit von Medikamenten verbessern.

### Stärkung der Gesundheits-IT
Der Cures Act enthält Bestimmungen zur Stärkung der Gesundheitsinformationstechnologie (Health IT), um den Austausch von Gesundheitsdaten zu erleichtern und die Effizienz sowie Qualität der Gesundheitsversorgung zu verbessern.

### Bekämpfung der Opioid-Krise
Das Gesetz enthält Maßnahmen zur Bekämpfung der Opioidkrise in den Vereinigten Staaten, einschließlich Maßnahmen zur Verbesserung der Überwachung und Behandlung von Opioidabhängigkeit.

## Kritik
Der 21st Century Cures Act hat auch Kritik erfahren. Einige Kritiker haben Bedenken geäußert, dass die beschleunigte Zulassung von Medikamenten möglicherweise zu einer geringeren Sicherheit und Wirksamkeit führen könnte, da nicht ausreichend Langzeitstudien durchgeführt werden könnten.